# Maçaranduba-do-pará
Maçaranduba-do-pará (nome científico: Manilkara huberi), também conhecida popularmente como maçaranduba-verdadeira, maçaranduba-amarela, maçaranduba-mansa, maçaranduba-de-leite, maçaranduba-preta e paraju, é uma árvore da família das sapotáceas (Sapotaceae) nativa da América do Sul. É facilmente reconhecida por ter folha abaxial grande e amarela, porém é facilmente confundida com outras espécies do gênero devido semelhante do tronco.

## Etimologia
O nome popular maçaranduba deriva do tupi mosarandi'ïwa, com sentido definido para designar plantas da família das sapotáceas. Foi registrado em 1618 como masaranduba, 1627 como mussuranduba, 1663 como maçarãdúbas, 1759 como masaradumba e em cerca de 1777 como maçaranduba. Paraju é uma provável alteração de maparajuba, que se originou do tupi mara'pa, com metátese, e -juba (do tupi yuwa, "amarelo"). Foi registrado em 1911.

## GêneroManilkara
Manilkara é um género botânico da família das sapotáceas (Sapotaceae), descrito por Carlos Lineu como Mimusops em 1753. Em 1915, Marcel Marie Maurice Dubard descreveu a primeira espécie da Manilkara denominada Manilkara kauki. Os gêneros Mimusops e Manilkara foram temas de muitas debates devido as relativas semelhanças, estabelecendo-se que as espécies americanas atribuídas ao Mimusops pertenceriam ao Manilkara, enquanto Mimusops restringiu-se a África e Ásia. Manilkara é provavelmente o mais importante gênero das sapotáceas, sendo maçaranduba o nome clássico atribuído às suas espécies.
Das 30 existentes na Região neotropical, a maioria está localizada na amazônia brasileira: identata (maparajuba ou balata); paraensis (Huber) Standley (maçarandubinha); cavalcantei Pires & Rodr. ex Penn (maparajuba-douradinha); inundata (Ducke) Ducke (maparajuba-da-várzea), excelsa (Ducke) Standley (maparajuba-do-tapajós). Dentre as espécies deste gênero, huberi (Ducke) Chevalier (maçaranduba) é a mais conhecida, e a que tem maior ocorrência na América Latina, por ser considerada a verdadeira maçaranduba.

## Distribuição geográfica
A maçaranduba-do-pará é nativa da região norte da América do Sul, América Central e Antilhas, com ocorrência geralmente em regiões de terra firme da Amazônia (com altitudes abaixo de 700 metros em relação ao nível do mar).  No Brasil, ocorre nos estados do Amapá, Amazonas, Maranhão, Mato Grosso, Pará, Rondônia e Roraima. Habita em áreas de mata pluvial de grande porte, na terra firme e em várzeas pouco inundáveis. Pode se adaptar a solos argilosos, pobres em nutrientes, bem estruturados e bem drenados. Desenvolve-se melhor em locais cuja precipitação anual varia de 1 500 a 2 500 milímetros, bem como com temperatura média entre 24 e 28°C.

## Descrição
A maçaranduba-do-pará é uma árvore de grande porte, que atinge em média entre 30 e 40 metros de altura, as vezes chegando a 50 metros, com diâmetro de 60 à 120 cm. Possui fuste reto aproveitável desde a base. Possui copa arredondada e aberta. As folhas são simples e concentradas na extremidade dos ramos. Possuem formato oblongo, com aproximadamente 1–2 decímetros (3,9–7,9 pol) de comprimento. A parte inferior da folhagem tem uma cor amarelada-pálida. As flores são hermafroditas, de coloração branca-esverdeada a amarelada. As flores inicialmente passam por uma fase feminina. Os estames liberam pólen quando passa para a fase feminina. O período em que florescem varia, de um a cinco anos. O fruto é arredondado ou globoso-depresso. Tem um diâmetro de cerca de 3,5 centímetros. Conta com uma polpa carnosa e adocicada; há de uma a quatro sementes. A madeira é pesada, sendo muito dura e possuindo cor vermelho-sangue. Sua qualidade é considerada superior. É resistente ao ataque de fungos apodrecedores e cupins subterrâneos.

## Usos
A madeira dessa espécie (em inglês beefwood e bulletwood) atinge o maior DAP, sendo assim valiosa comercialmente por apresentar alta densidade (dureza) e grande resistência ao ataque de fungos apodrecedores e cupins, sendo utilizada na construção em geral, incluindo navios e casas. e na construção industrial, como dormentes e pisos. É considerada como moderadamente difícil de ser trabalhada quando está verde e, quando está em condição de ar seco, seu manuseio é difícil. Seu fruto é semelhante ao sapoti e é comestível. São vendidos em mercados e feiras brasileiros desde ao menos a década de 1930. A maçaranduba-do-pará produz o látex comestível, equivalente ao leite de vaca, que pode ser utilizado para receitas que envolvam chás, mingau, farinhas e até tônico. Nos anos 1950 era utilizado à produção da goma de mascar. O látex conta com ácido cinâmico que serve à preparação de ésteres, os quais, por sua vez, são muito usados em produtos cosméticos e de perfumaria.

## Conservação
A maçaranduba-do-pará é ameaçada pela extração de madeira. Como muitos madeireiros agrupam várias espécies diferentes sob o nome popular maçaranduba, as cortam da mesma forma, ignorando as dinâmicas específicas de cada população e comprometendo a futura reconstituição dos estoques exploráveis. Estima-se que, se o processo prosseguir, em cerca de 30 anos não haverá árvores grandes de maçaranduba-do-pará e as remanescentes serão em grande parte das outras espécies do gênero. Como ela faz parte da alimentação de vários animais (aves, mamíferos, répteis), sua diminuição pode acarretar na extinção de algumas espécies de animais. A maçaranduba-do-pará ocorre em várias listas de conservação do Brasil. Em 2007, foi classificada como em perigo na Lista de espécies de flora e fauna ameaçadas de extinção do Estado do Pará; e como em perigo na Lista Vermelha de Ameaça da Flora Brasileira 2014 do Centro Nacional de Conservação da Flora (CNCFlora).